# Mestre Panda
Mestre Panda é um jogo MMORPG 3D produzido pela empresa chinesa Snail Games e distribuído em outros países com o nome de Taichi Panda. No Brasil o jogo é publicado com o nome de Mestre Panda pela empresa XCloudgame. O jogo foi lançado oficialmente no dia 26 de junho de 2019.
Mestre Panda possui 8 personagens chamados de heróis que podem ser selecionados pelo jogador. São esses: guerreiro, raposinha, filha panda, vingador, ninja, pirata, pistoleiro e o próprio Panda.
Mestre Panda é o terceiro jogo mobile publicado no Brasil pela companhia. Os jogos anteriores foram Tecnofut em outubro de 2018 e Immortal Souls em abril de 2019.
Algumas características do jogo incluem PVP em tempo real e batalhas em equipe.
Mestre Panda está em uma terra de fantasia conhecida como Continente Avzar, ou simplesmente como Avzar. A terra havia sido protegida contra o mal pelo tempo que alguém pudesse lembrar do grande profeta, Vallar e sua discípula Aria. Nos últimos tempos, um príncipe escuro ganancioso capturou Vallar e deixou Aria sem poderes. Incomodando o equilíbrio, Avzar é agora atormentado por goblins, monstros, bandidos e magia do mal. Cabe aos oito aventureiros ajudar Aria a descobrir o mistério, salvar Vallar e derrotar o mal para restaurar o equilíbrio.